# Balgau
Balgau är en kommun i departementet Haut-Rhin i regionen Grand Est (tidigare regionen Alsace) i nordöstra Frankrike. Kommunen ligger i kantonen Neuf-Brisach som tillhör arrondissementet Colmar. År 2022 hade Balgau 940 invånare.

## Befolkningsutveckling
Antalet invånare i kommunen Balgau
| Referens: INSEE |